# 융커스 Ju 87
융커스 Ju-87(독일어: Junkers Ju-87)은 제2차 세계 대전 중 독일이 운용했던 급강하폭격기 중 하나이다. 애칭인 ‘슈투카’(Stuka)는 ‘급강하폭격기’를 의미하는 독일어 「Sturz Kampf flugzeug」의 약자로 이 비행기가 당시 급강하폭격기 가운데 가장 많이, 널리 활약했기에 이러한 별칭을 얻게 되었다. 초도비행은 1935년에 있었는데 대전 직전부터 독일내에서도 구식 기종이라는 의견이 있었지만 차기 급강하 폭격기나 개량기종이 없었기에 종전까지 계속 사용된 폭격기다.

## 개요
개발은 융커스 사, 주임설계자는 헤르만 폴만(Hermann Pohlmann). 나무모형으로 만들어진 것은 1934년이었다. 1935년 독일항공성에서 열린 경쟁조사에서 승리하여 정식 생산명령이 떨어졌다. 대항기종은 아라드 사의 Ar-81, 하인켈 사의 He-118, 운트 포스사의 Ha-137이다. Ju-87의 시험작은 각각 V1~V3의 번호를 달았다. V1은 쌍꼬리날개에 공력브레이크가 달려있지 않은 것이 특징이었는데, 상승불능상태에 빠져 추락하고 말았다. 최초의 양산형 Ju-87A형은 1937년부터 생산이 개시되었고, 스페인 내전에 실전투입되어 많은 전과를 올렸다. 또 같은 해 개량을 가한 B형도 생산되어 실전에 투입되었다.
1939년 폴란드 침공을 필두로 하는 개전초기의 전격전에서도 대단히 많은 전과를 거두었다. 1940년 영국 본토 항공전에선 저조한 방탄성능이나 느린 속도, 제공권이 확보되지 않은 지점에 투입되어 영국의 스핏파이어나 허리케인 전투기에 의해 많은 수가 격추당했다. 또 짧은 항속거리 때문에 영국 본토 깊숙한 곳까지 갈 수 없었다.이후 다양한 타입으로 발전했지만(적어도 외견상으로는) 커다란 변화는 없었고 종전까지 5709기가 생산되었다. 1940년 이후는 주로 아프리카, 지중해, 동부전선에 배치되었다. 동부전선에선 절대적인 공대지전투력을 발휘하며 육군을 지원했고, 지중해에선 영국 항모 「일러스트리어스」를 대파하는 등 대함공격에서도 활약했다.
하지만 대전후반이 되자 연합군전투기가 돌아다니는 주간에 작전수행은 불가능하였고 야간행동형으로 수정되어 운용하였다. 또 이 기체를 대신해 지상지원임무를 수행한 것은 Fw-190의 전투폭격기형이었다.Ju-87은 조종의 용이함 덕분에 조종사들이 선호했고 각 시리즈 특히 후기엔 G-1을 애용한 한스 울리히 루델은 종전까지 519대(630대라는 설도 있다.)의 전차를 격파하여 "슈투카의 루델"이라는 별명을 얻었다고 한다. 그밖에도 슈투카에 단독으로 탑승하여(원래 복좌기이므로 2인1조) 많은 전과를 거둔 조종사도 많다.

## 특징

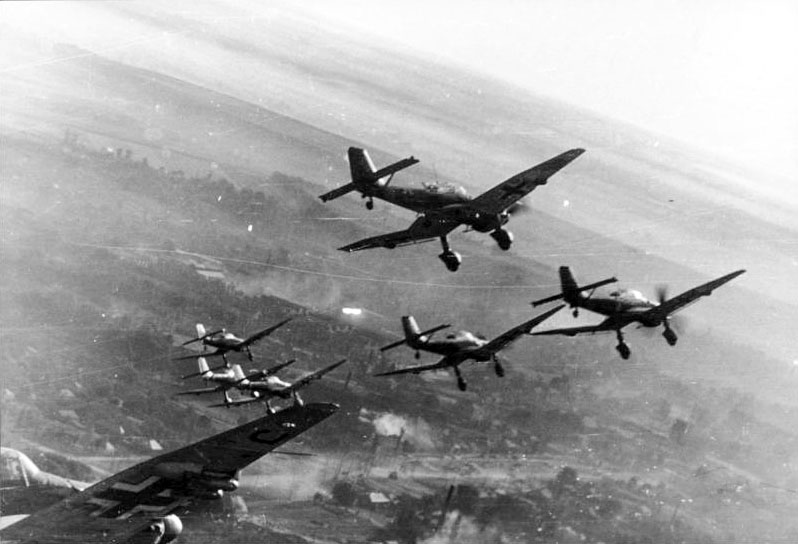
동부전선에서 촬영한 Ju-87

갈매기식 주날개와 고정바퀴가 외견상의 커다란 특징으로, 급강하폭격기다운 투박한 이미지를 지니고 있다. 급강하폭격 기동에 견디기 위해 기체구조가 튼튼하며, 정비도 쉬웠기 때문에 반복공격을 계속 할 수 있는 실용적인 기체였다. 갈매기식 날개에서 오는 하방시계확보의 용이함과 안정된 급강하성능 덕분에 정밀한 폭격을 할 수 있었고, 급강하시 사이렌같은 소리를 내는데서 연합군은 「악마의 사이렌」이라 부르며 두려워했다. 나중에 기체에 소형프로펠러로 구동하는 사이렌을 달고 목표진지 등의 적군을 패닉상태로 몰고가 폭격과 심리전으로 아군 지상부대의 진격을 엄호하는 역할을 하게 된다. 그런데 역으로 이 사이렌이 셀프 공습경보 역할을 해 미리 대피하거나 역으로 대공망에 격추당하는 일도 꽤나 있었다.
하지만 대전후반이 되자 제공권을 장악한 연합군에 대한 사이렌의 효과가 없어졌고 그 때문에 사이렌을 떼내고 그 자리만 남아있는 기록사진도 있다.튼튼함, 즉 무거운 기체구조는 급강하폭격기 특유의 약점인데 저속에 둔중하고 방탄장비가 빈약했기 때문에 공중전투력은 부실했고 제공권을 확보한 상태에서의 공격에만 적절했다.(이는 슈투카만 그런 것이 아니라 동시대의 다른 폭격기들도 마찬가지) 또 연료탑재량도 기체의 둔중함 때문에 항속거리가 짧고 행동반경도 좁았다.
개전초기 Ju-87은 많은 전과를 거두었는데 독일공군 수뇌부는 그 능력을 과신하여 "급강하폭격만이 최고의 폭격이다."라는 그릇된 생각을 가진 자가 많았다. 특히 나치공군상 헤르만 괴링의 "급강하폭격열(熱)"은 대단했다고 한다. 그 때문에 전략폭격기 He-177 등을 포함한 수평폭격기에도 급강하폭격능력을 요구하는 등 전략폭격기, 후속기의 개발을 게을리하는 악영향을 끼쳤다. 또 그 어설픈 인식은 영국 본토 항공전에서 독일공군에 엄청난 피해를 입히는 원인이 되었다.1942년 무렵부터 육상에선 단발폭격기가 활약할 곳이 사라져갔고 독일공군에서도 Fw-190F나 G등의 공대지습격기, 전투폭격기형이 등장했는데 구식화된 Ju-87도 공력브레이크를 떼고 습격기로서 생산을 계속했다.

### 위협용 사이렌 「예리코의 나팔」
Ju-87이라고 하면 급강하 때 일으키는 사이렌소리가 유명한데 원래는 특별히 사이렌을 단 게 아니라 급강하 때 발생하는 바람을 가르는 소리가 그렇게 들리는 것이었다. 그 뒤 위협효과가 인정을 받아서 B형이나 D형 일부의 다리부분에 프로펠러로 구동하는 사이렌을 단 기체가 생겼다.이 바람을 가르는 소리를 독일병사들은 「예리코의 나팔」이라고 불렀고, 스페인 내전 때는 공습에 익숙치 않았던 스페인, 영국, 프랑스의 병사들이 두려워했다. 예리코의 나팔이란 구약성서에 나오는 선지자 여호수아가 이스라엘 사람들에게 일제히 불게한 나팔을 의미한다. 이 나팔소리로 예리코(여리고)성이 무너졌다고 한다. 1941년 이후부터는 굳이 은밀성을 없애는 「나팔」을 사용하진 않았는데, 연합군병사 사이엔 예리코의 나팔에 대한 소문이 계속 돌았다.

## 제원
A-1
- 전폭:13.82m
- 전장:10.80m
- 높이:3.84m
- 날개 면적:32.90m²
- 모든 장비 중량:3350kg
- 최대속도:310km/h
- 실용상승한도:7000m
- 항속거리:1000km

G-2
- 전폭:15m
- 전장:11.5m
- 높이:3.84m
- 날개 면적:33.6m²
- 모든 장비 중량:6585kg
- 최대속도:375km/h
- 실용상승한도:7500m
- 항속거리:1530km
- 상승시간:5000m까지 19.8분

## 등장하는 미디어 작품
영화
- 에너미 앳 더 게이트
- 공군대전략
- 덩케르크

게임
- 메달 오브 아너:얼라이드 어썰트
- 콜 오브 듀티
- IL-2 슈투르모빅
- 스트라이커즈 1945
- 워썬더
- 배틀필드5

## 같이 보기
- 99식 함상폭격기
- 커티스 SB2C 헬다이버
- SBD 돈틀리스 급강하 폭격기
- 일류신 Il-2
- 97식 함상공격기

## 참고자료
- 일서『일불이영미독소 7인의 사무라이 폭격왕열전』피터 C 스미스 著, 이모시리 사쿠타로 譯, 1987 코진샤. ISBN 4-7698-0332-X
- EBS 방영 2차세계대전사 65부작 제3부-독일 폭격기 슈투카